# Brissonneau et Lotz
Pour les articles homonymes, voir BL et Lotz.

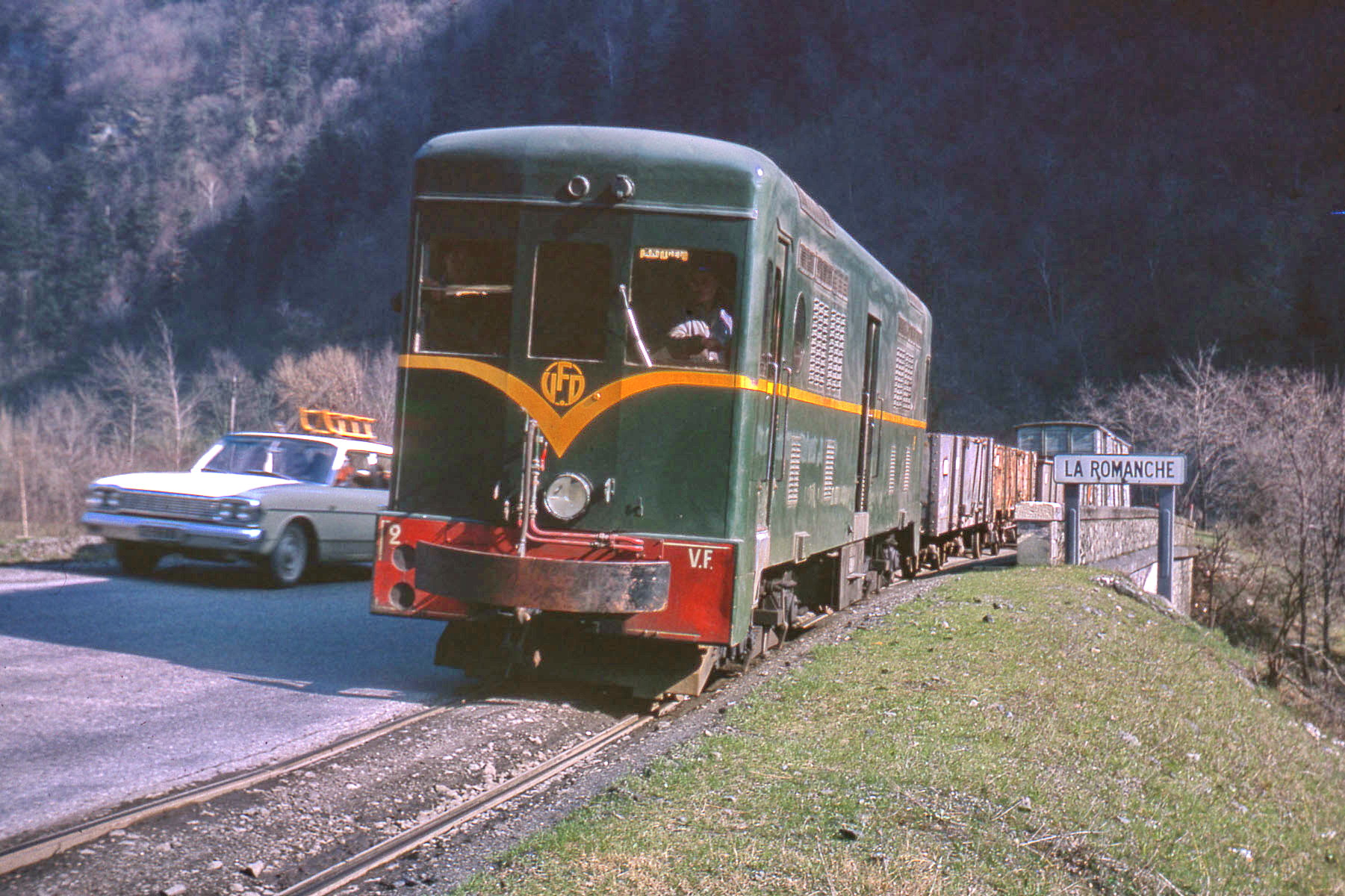
Locomotracteur BB diésel électrique en service en 1964 aux VFD.

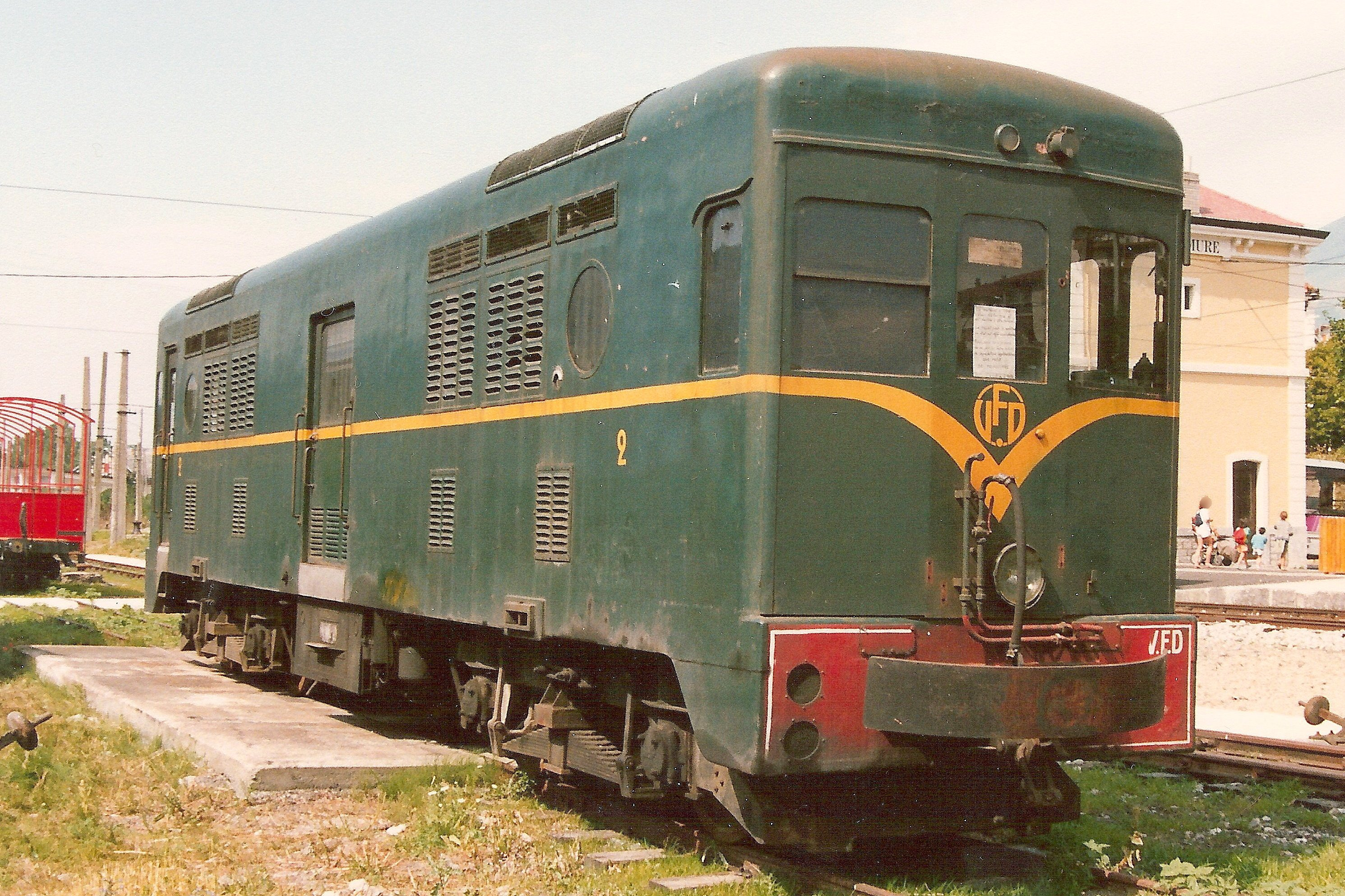
Locomotive ex-VFD Brissonneau et Lotz à La Mure (ligne du Chemin de fer de la Mure).

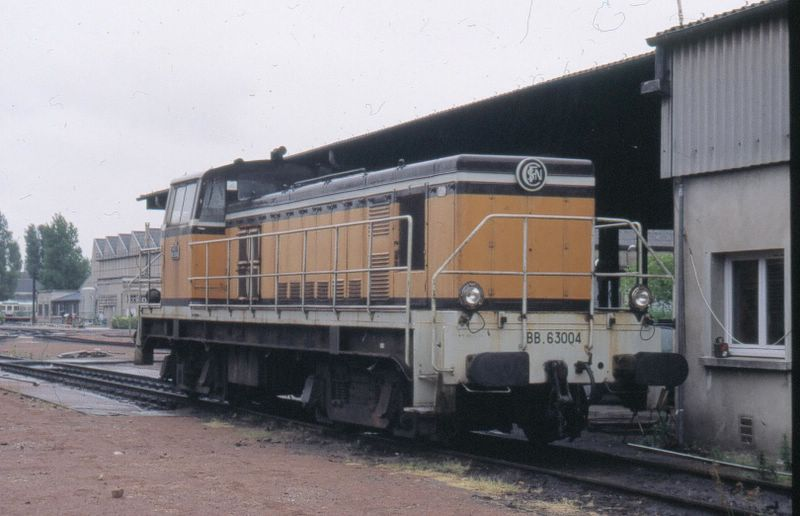
La BB 63004 au dépôt de Saint-Pierre-des-Corps.

Brissonneau et Lotz (BL) est une entreprise française de construction mécanique, spécialement de  matériel ferroviaire, à l'origine localisée à Nantes, puis sur plusieurs sites français, Creil et Aytré avant d'être intégrée au groupe Alsthom en 1972.

## Histoire de l'entreprise
(novembre 2022).
- 1837 : Étienne Lotz et Paul-Henri Renaud, tous deux nés en 1818, fondent une entreprise de mécanique qui connaît rapidement le succès.
- 1841 : fondation à Nantes de la Société Brissonneau Frères, par deux frères originaires du Pellerin : Mathurin (1814-1897), qui sera maire de Nantes par intérim en 1881, et Joseph (1817-1900) ; leur usine, rue du Chapeau-Rouge, travaille alors pour l’industrie sucrière et la construction navale.
- 1849 : Étienne Lotz et Paul-Henri Renaud sont les premiers dans l’Ouest de la France à fabriquer des locomotives et deviennent les principaux fabricants de machines à vapeur agricoles (Locomobiles).
- 1862 : Étienne Lotz quitte la société qu'il a fondée et entre avec son fils Alphonse (1840-1921) au service de ses principaux concurrents, les frères Brissonneau.
- 1866 : Alphonse Lotz, ingénieur des Arts et Manufactures, épouse la fille de Mathurin Brissonneau.
- 1878 : Brissonneau Frères devient la Société Brissonneau et Lotz.
- 1902 : constitution de la Société Emile Brissonneau et Constant Lotz.
- 1908 : l'entreprise se transforme en Société anonyme. Son activité est alors très diversifiée (chaudronnerie, installations frigorifiques, machines-outils, wagons). Brissonneau et Lotz emploie plus de 400 ouvriers qualifiés.
- 1920 : création de l'usine de Creil.
- 1922 : la société quitte ses locaux nantais de la rue de la Brasserie pour s'installer dans l'actuel quartier Malakoff - Saint-Donatien, au 1, rue Bellier[1],[2].
- 1956 : intégration des Entreprises Industrielles Charentaises (EIC) et apport de l'usine d'Aytré.
- 1972 : absorption par Alsthom (activités ferroviaires) et Chausson (activités automobiles).
- 1973 : la société déménage de nouveau pour s'installer à Carquefou dans la banlieue nord-est de Nantes. Le site des anciens ateliers de la rue Bellier sera occupé une dizaine d'années plus tard, par le principal dépôt de tramways de Nantes et le siège social de la Société d'économie mixte des transports en commun de l'agglomération nantaise (SEMITAN)[2].

## La construction ferroviaire

### La transmission Diesel électrique
Une des particularités de la firme Brissonneau et Lotz est d'avoir développé la motorisation Diesel-électrique (transmission électrique) composée d'un groupe électrogène animé par un moteur Diesel alimentant en courant continu les moteurs électriques de traction.

### Autorails
La firme a construit à partir de 1930, dans ses usines de Doulon et Creil, un certain nombre d'autorails à transmission Diesel-électrique pour de nombreux réseaux secondaires :
- 5 automotrices en 1934 pour le réseau du Petit Anjou ;
- 10 automotrices pour les Chemins de fer de Provence (CP) ;
- Les chemins de fer du Morbihan ;
- Les Chemins de fer économiques des Charentes ;
- Le chemin de fer de la vallée de Celles dans les Vosges.
- Les chemins de fer de Madagascar.
- Les chemins de fer du Port de La Réunion (Île de la Réunion).

### Tramways

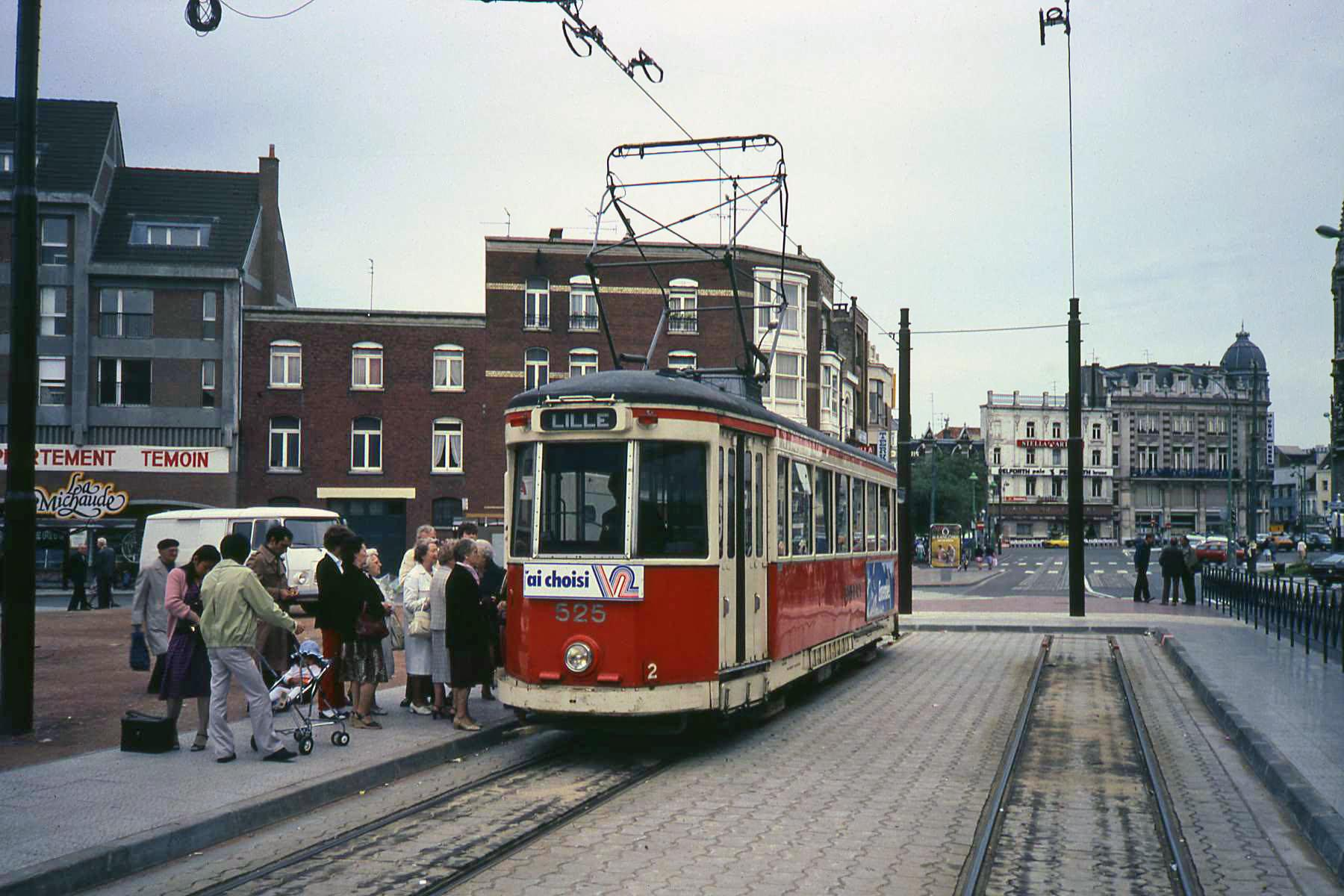
motrice de la série 500 construite en 1950 pour le Tramway de Lille.

- Type 200, 16 exemplaires construits en 1937 sous la direction de Raoul Bauvin et Albert Dehen pour le tramway de Roubaix Tourcoing de l'Électrique Lille Roubaix Tourcoing (ELRT) ;
- Type 500, 28 exemplaires construits en 1950 pour la ligne du Grand Boulevard exploitée, exploitée par la même compagnie.

### Métros et réseaux suburbains
Brissonneau et Lotz a fabriqué une grande partie du matériel de métro français, notamment parisien et étranger pour les villes suivantes.
- Paris
- Lyon
- Caracas
- Le Caire

Une partie des rames MS 61 du Réseau express régional d'Île-de-France et des rames MF 67 et MP 73 du métro de Paris est construite par l'entreprise sur commande de la RATP.

### Locomotives et locotracteurs

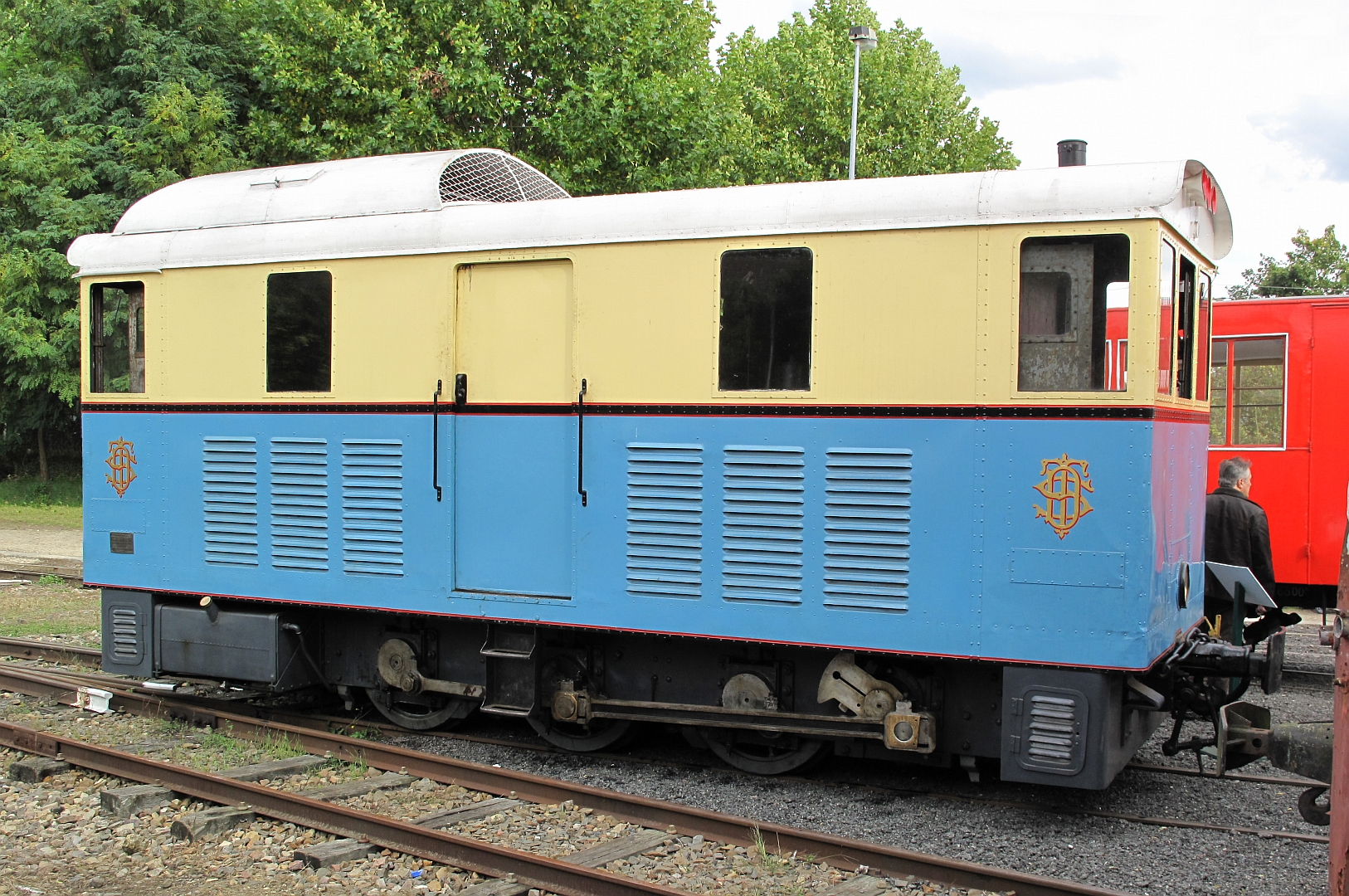
Le locotracteur LT1 préservé en service au MTVS.

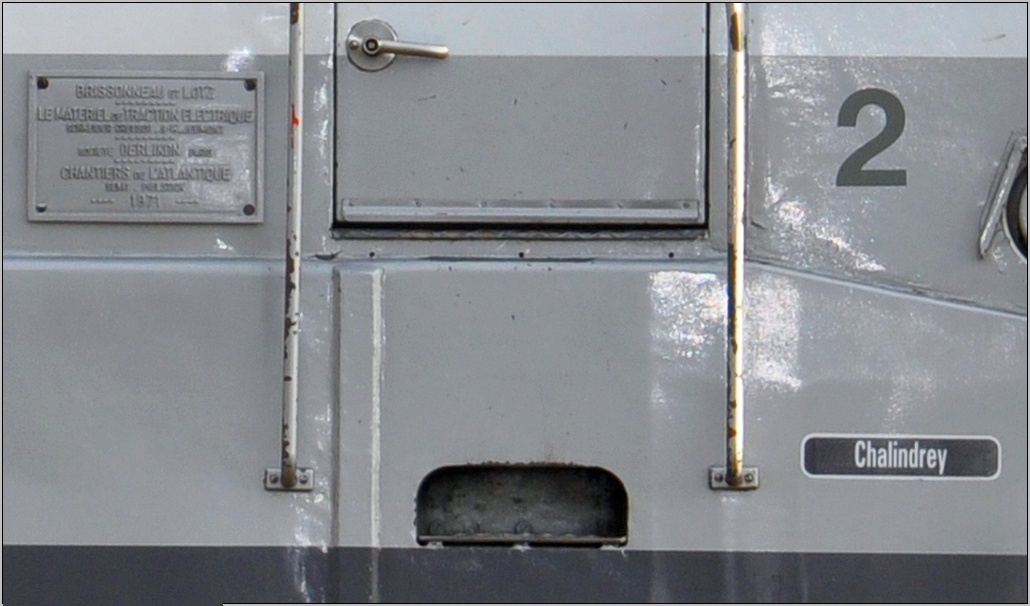
Plaque du constructeur sur la locomotive BB 67544.

La firme a également construit en 1937, sur châssis de locomotive à vapeur, un locotracteur immatriculé LT1 pour le réseau des Tramways des Deux-Sèvres.

Cet engin restauré en état de marche est actuellement préservé au MTVS de Valmondois (95) et classé monument historique  Classé MH (2002).
Elle a également construit des locotracteurs à bogies en 1938 :
- pour les Chemins de fer de Provence, T1 et T2
- pour le chemins de fer du Port de la Réunion, une unité

En 1949, Brissonneau construit une série de dix locotracteurs type 600 CV :
- pour les Chemins de fer de Provence, no 51-54
- pour les Chemins de fer de Corse, no 401-402
- pour les Voies ferrées du Dauphiné, no 1 à 4.

D'importantes séries de locomotives Diesel sont réalisées pour la SNCF :
- les BB 63000, BB 63400 et BB 63500.
- les BB 67000, BB 67300 et BB 67400.

## Autres secteurs

### Construction aéronautique
Fuselage d'avion type LeO 45 construit en 1939 et 1940.

### Construction automobile
En 1956, l’entreprise s’initie à l’assemblage et la construction automobile d’un cabriolet inspiré par le célèbre pilote Louis Rosier et dérivé de la barquette unique construite par le pilote et garagiste clermontois. L’automobile est présentée au salon de Paris en octobre 1956, au moment même où son inspirateur disparaît tragiquement lors de la coupe du salon sur le circuit de l’autodrome Linas-Montlhéry.
Ainsi de 1957 à 1959, 250 modèles estampillés « Louis Rosier » sur le capot arrière sortiront des chaînes d’assemblage de Creil comme un hommage posthume à son créateur.
La firme a également réalisé en petite série des carrosseries de voitures de sport, dans les années 1950 et 1960, pour les marques Renault et Opel. La coque mécano soudée était fabriquée et assemblée à l'usine de Creil.

## Aujourd'hui
L'entreprise Brissonneau et Lotz Marine qui s'était spécialisée dans l'amarrage a été rachetée par le groupe américain NOV Inc. (en) spécialiste OFFSHORE.
Maintenant elle produit des systèmes de levage pour des plateformes de type auto-élévatrice.
L'entreprise est située à Carquefou.